# Gérson Guimarães Ferreira Júnior
Gérson Guimarães Ferreira Júnior (Rio de Janeiro, 7 januari 1992) is een Braziliaans voetballer die als centrale verdediger of verdedigende middenvelder speelt onder de voetbalnaam Gérson. 

## Clubcarrière
Gérson begon bij Botafogo FR en speelde in 2011 een half jaar op huurbasis voor Jong PSV. In het seizoen 2011/12 kwam hij uit voor Atlético Madrid B en van 2012 tot 2015 stond hij onder contract bij Kapfenberger SV. Die club verhuurde hem achtereenvolgens aan Rapid Wien, Ferencvárosi TC en Petrolul Ploiești. In 2015 ging hij naar Lechia Gdańsk dat hem in het seizoen 2016/17 verhuurde aan Górnik Łęczna. De rest van 2017 was hij verhuurd aan Gangwon FC uit Zuid-Korea.